# 애틀랜타 블랙호크스
애틀랜타 블랙호크스는 미국 조지아주 애틀랜타를 연고지로 하는 순수 아마추어 축구팀이다. 홈구장은 알파레타 시에 있는 알파레타 고등학교이고 USL 프리미어 디벨로프먼트 리그에 참가하고 있다. 성적은 상위권에 속한다.